# Moravci v Slovenskih goricah
Moravci v Slovenskih goricah so naselje v Občini Ljutomer.